# 富栄ドラム
富栄 ドラム（とみさかえ ドラム、1992年〈平成4年〉4月11日 - ）は、兵庫県神戸市北区出身の俳優、YouTuber。本名は冨田 龍太郎（とみた りゅうたろう）。元大相撲力士であり、現役当時の四股名は富栄（とみさかえ）。所属部屋は伊勢ヶ濱部屋であった。

## 来歴
神戸市立雲雀丘中学校1年生のときに柔道を始め、神戸市の大会で優勝するなどした。中学3年生のとき校長より「寿司をおなかいっぱい食べさせてあげる」と言われたことを受けて神戸市の相撲大会に駆り出され、未経験ながらも2位になった。この会場で観覧していた9代伊勢ヶ濱にスカウトされ、入門した。
2008年3月場所初土俵。初土俵同期は琴勇輝、希善龍。前相撲と翌5月場所までは本名の冨田で出場、同年7月から四股名を富栄とする。2015年3月場所、三段目に於いて、入門後15連勝中であった佐藤（のちの貴景勝）に押し出しで勝利し初黒星を付けた。また、日馬富士の関脇時代から引退に至るまで、その付け人を務めた。
ほかに9代伊勢ヶ濱、安壮富士、安美錦（現8代安治川）、宝富士、照ノ富士（現10代伊勢ヶ濱）らの付け人も務めた。
2018年11月場所では自己最高位の東幕下6枚目まで昇進しその後も幕下30枚目以上で推移していたが、一番応援してくれていたという姉の死によるショックの大きさと怪我により、2020年9月場所から連続で休場、2021年3月場所で引退した。その後はYouTuberに転身した。
2023年（令和5年）2月、ドラム役で出演が決まっていた『VIVANT』の撮影前に「姓名判断をしたら富栄龍太郎より良かった」として、芸名を役名に因んだ富栄ドラムに改名した。7月1日、同番組への出演が公表された。

## 人物
- 特技はバク転[5]とラップ。
- 翔猿とは同い年で仲が良い[1]。
- 断髪式を行なわなかった（引退した力士は部屋で断髪式を行い、髷にハサミを入れてもらった関係者や後援者から再出発の資金に充てる祝儀をもらうのが慣例である）[6]。

## 出演

### テレビドラマ
- 信長のスマホ（2023年2月7日 - 2月17日 、NHK総合） - 青地与右衛門 役
- VIVANT（2023年7月16日 - 9月17日、TBS） - ドラム 役[7][注釈 1]
- すっぴんヒーロー（2024年2月24日、TBS） - スーパー「ささはら」の店員 役[8]
- 筋トレサラリーマン 中山筋太郎〜メリークリスマッスル編〜（2024年12月26日、読売テレビ・日本テレビ） - 贅肉の堕天使 役[9]

### WEB配信ドラマ
- モダンラブ・東京〜さまざまな愛の形〜 第4話「冬眠中のボクの妻」（2022年10月21日 、Amazon Prime Video）
- シコふんじゃった！（2022年10月26日 - 、Disney+） - オープニング
- サンクチュアリ -聖域-（2023年5月4日 - 、Netflix） - 龍栄 役[10]

### その他の出演番組
- タカアンドトシのおねだり牛肉宅配便（2016年2月26日、日本テレビ系） - バク転披露
- NHK福祉大相撲（2017年2月11日収録、2月18日放送） - 「お楽しみ歌くらべ」の照ノ富士ボイスパーカッションで、当時付け人の富栄がラップ披露
- スゴイぞ！世界スピードスターGP（2022年10月1日、フジテレビ系） - バク転披露
- サンデージャポン（2023年8月13日[11]、TBS）
- ひるおび（2023年8月18日[12]・8月21日[13]、TBS）
- 王様のブランチ（2023年8月26日、TBS）
- プチブランチ（2023年9月7日、TBS）
- チャント!（2023年9月8日、CBC）
- 花咲かタイムズ（2023年9月9日、CBC）
- ドラム馬JOB大冒険（2023年10月26日 - 、TBS）※冠番組。ミニ番組[14]
- LIFE!〜人生に捧げるコント〜（2023年12月15日、NHK） - 雪男 役[15]
- news every.（2024年1月4日 - 1月30日、日本テレビ） - 生中継キャスター
- NHKみんなの手話（2024年4月5日 - 、Eテレ） - 手話学習中の客 役
- 迷湯パラダイス 湯かりの人2（2024年12月21日、BS-TBS） - 湯迷人として。河合郁人と共演[16]

### 映画
- 翔んで埼玉 〜琵琶湖より愛をこめて〜（2023年11月23日、東映）[17]
- パリピ孔明 THE MOVIE（2025年4月25日、松竹） - フェスの審査員 役[18]

### 舞台
- ルール〜「十五少年漂流記」より〜（2024年5月16日 - 26日、よみうり大手町ホール / 6月1日 - 2日、COOL JAPAN PARK OSAKA TTホール） - モコ 役[19][20]
- 朗読劇「夢の値段」（2025年4月24日 - 29日、シアター・アルファ東京）[21]

### CM
- ソフトバンク
  - LINEMO・#ラインモの大クセ到来ンモ（2023年9月21日 - 、WEB）[22]
  - Y!mobile・ギガマシマシ『マシマシ鍋』篇（2023年12月8日 - ） - ご近所のドラムさん 役（※出川哲朗、芦田愛菜、小池栄子と共演）
- 山陰合同銀行
  - ごうぎんでNISA篇・このアプリ超便利篇（2024年1月12日 - ）
- 東洋水産
  - マルちゃん赤いきつねと緑のたぬき・真冬のかまくら篇（2025年1月18日 - 2月28日予定）（※武田鉄矢と共演）

### ミュージックビデオ
- King Gnu「SPECIALZ」（2023年9月21日公開）[23]

### ラジオ
- パンサー向井の＃ふらっと（2023年9月26日、TBSラジオ）[24] - 『VIVANT』放送後初めての声出し
- 山崎怜奈の誰かに話したかったこと。（2023年11月21日、TOKYO FM）[25]
- ナイツ ザ・ラジオショー（2023年11月22日、ニッポン放送）[26]

## 受賞歴
2023年
- 第117回ザテレビジョンドラマアカデミー賞 ザテレビジョン賞（『VIVANT』）

## 大相撲時代の成績

### 場所別成績
| | 一月場所 初場所（東京）   | 三月場所 春場所（大阪）   | 五月場所 夏場所（東京） | 七月場所 名古屋場所（愛知） | 九月場所 秋場所（東京） | 十一月場所 九州場所（福岡） |
| --- | ------------------------- | ------------------------- | ----------------------- | --------------------------- | ----------------------- | --------------------------- |
| 2008年 （平成20年） | x                         | （前相撲）                | 東序ノ口24枚目 3–4      | 西序ノ口20枚目 4–3          | 東序二段116枚目 4–3     | 西序二段77枚目 2–5          |
| 2009年 （平成21年） | 西序二段110枚目 2–5       | 東序二段120枚目 4–3       | 東序二段89枚目 3–4      | 西序二段108枚目 6–1         | 西序二段28枚目 3–4      | 西序二段49枚目 3–4          |
| 2010年 （平成22年） | 西序二段49枚目 3–4        | 西序二段76枚目 5–2        | 西序二段27枚目 2–5      | 西序二段61枚目 5–2          | 東序二段21枚目 3–4      | 東序二段46枚目 3–4          |
| 2011年 （平成23年） | 西序二段79枚目 5–2        | 八百長問題 により中止     | 東三段目68枚目 3–4      | 西三段目76枚目 1–6          | 東序二段15枚目 4–3      | 西三段目97枚目 5–2          |
| 2012年 （平成24年） | 西三段目65枚目 5–2        | 東三段目36枚目 4–3        | 東三段目23枚目 1–6      | 西三段目53枚目 5–2          | 西三段目28枚目 1–6      | 東三段目62枚目 4–3          |
| 2013年 （平成25年） | 西三段目45枚目 5–2        | 東三段目17枚目 4–3        | 東三段目7枚目 4–3       | 西幕下56枚目 4–3            | 西幕下50枚目 3–4        | 西三段目4枚目 2–5           |
| 2014年 （平成26年） | 西三段目25枚目 4–3        | 東三段目13枚目 4–3        | 西三段目3枚目 4–3       | 東幕下54枚目 4–3            | 西幕下46枚目 4–3        | 西幕下38枚目 2–5            |
| 2015年 （平成27年） | 東幕下57枚目 2–5          | 東三段目19枚目 4–3        | 東三段目7枚目 5–2       | 西幕下44枚目 4–3            | 東幕下37枚目 3–4        | 西幕下46枚目 3–4            |
| 2016年 （平成28年） | 東幕下53枚目 4–3          | 東幕下46枚目 3–4          | 東幕下59枚目 5–2        | 西幕下41枚目 4–3            | 東幕下33枚目 3–4        | 東幕下44枚目 2–5            |
| 2017年 （平成29年） | 東三段目筆頭 3–4          | 東三段目17枚目 4–3        | 東三段目7枚目 3–4       | 東三段目27枚目 5–2          | 西三段目3枚目 4–3       | 東幕下54枚目 5–2            |
| 2018年 （平成30年） | 西幕下34枚目 4–3          | 西幕下27枚目 2–5          | 西幕下43枚目 4–3        | 西幕下34枚目 6–1            | 東幕下13枚目 5–2        | 東幕下6枚目 2–5             |
| 2019年 （平成31年 /令和元年） | 西幕下16枚目 3–4          | 西幕下21枚目 3–4          | 東幕下27枚目 4–3        | 東幕下21枚目 3–4            | 東幕下26枚目 6–1        | 西幕下8枚目 1–6             |
| 2020年 （令和2年） | 西幕下28枚目 4–3          | 東幕下22枚目 3–3–1        | 感染症拡大 により中止   | 東幕下29枚目 3–4            | 東幕下35枚目 休場 0–0–7 | 西三段目15枚目 休場 0–0–7   |
| 2021年 （令和3年） | 西三段目75枚目 休場 0–0–7 | 西序二段35枚目 引退 0–0–7 | x                       | x                           | x                       | x                           |
| 各欄の数字は、「勝ち-負け-休場」を示す。 優勝 引退 休場 十両 幕下 三賞：敢=敢闘賞、殊=殊勲賞、技=技能賞 その他：★=金星 番付階級：幕内 - 十両 - 幕下 - 三段目 - 序二段 - 序ノ口 幕内序列：横綱 - 大関 - 関脇 - 小結 - 前頭（「#数字」は各位内の序列） |                           |                           |                         |                             |                         |                             |

### 改名歴
- 冨田 龍太郎（とみた りゅうたろう）2008年3月場所 - 2008年5月場所
- 富栄 龍太郎（とみさかえ りゅうたろう）2008年7月場所 - 2021年3月場所